# 内藤登
内藤 登（ないとう のぼる、1923年（大正12年）3月10日 - 2008年（平成20年）9月8日）は、日本の政治家。山梨県韮崎市長（4期）。

## 来歴
山梨県出身。1943年亜細亜大学経済学部卒。卒業後は陸軍に入る。1951年北巨摩郡円野村会議員に当選。円野村は合併で韮崎市となり、韮崎市議会議員となる。同市の副議長、議長を務めた。1967年山梨県議会議員に当選。3期務め、副議長、議長を務める。1978年韮崎市長に当選。市長は1994年まで4期務めた。